# Mario Golden
Mario Golden (México, 15 de agosto de 1964) es un consejero y maestro psicoespiritual, asesor, actor, maestro de actuación, dramaturgo, productor de teatro y novelista, originario de México y radicado en Nueva York. En su trabajo aborda temas relacionados con luchas de poder, sexualidad y justicia social, especialmente en el seno de sectores marginados como el LGBT, de mujeres, trabajadores y campesinos pobres, inmigrantes y gente de color.

## Biografía
Mario Golden (n. Mario Huerta Meléndez) nació en la Ciudad de México el 15 de agosto de 1964. Es hijo de Antonio Huerta Calderón, arquitecto, pintor y profesor universitario y Elia Meléndez Farjat, contadora pública, negociante y ama de casa, ambos fallecidos. Tiene dos hermanos mayores.
De niño disfrutaba dibujar, leer, escribir y ver películas y obras de teatro. Le llamaba la atención el ocultismo y la parasicología y le gustaba jugar a ser médium. Descubrió también que tenía un don para enseñar. En 1978, al finalizar su educación media en la Secundaria Anexa a la Escuela Normal Superior de México, su familia emigró a Estados Unidos. Estudió la preparatoria en Harlingen High School, Harlingen, Texas y se graduó con altos honores. 
Fue becado por Stanford University, California donde se licenció en psicología con un énfasis en psicopatología clínica y posteriormente obtuvo la maestría en pedagogía para el desarrollo internacional (Stanford International Development Education Center, SIDEC) y capacitación para profesores (Stanford Teacher Education Program, STEP). Durante sus estudios se adentró en el activismo, influenciado por teorías de transformación social, feministas, freirianas y sexopolíticas. Realizó pasantías en psicología clínica en Miramonte Mental Health Services en Palo Alto (California) y en el Constance Bultman Wilson Center for Adolescent Psychiatry en Faribault (Minnesota). 
Trabajó varios años como maestro especializado en desarrollo curricular bilingüe en el sistema educativo público de California y luego fue capacitador y consejero enfocado en la prevención del VIH/sida. En San Francisco fungió como coordinador ofreciendo consejería terapéutica individual y de grupo en el programa Hermanos de Luna y Sol en la Clínica Esperanza de Mission Neighborhood Health Center. A la par participó como activista en diversas organizaciones y movimientos.
Como maestro y consejero psicoespiritual ofrece servicios de asesoramiento, capacitación, facilitación y herramientas en áreas de autoconciencia, comunicación interpersonal, resolución de conflictos, empoderamiento y desarrollo comunitario. Desde hace más de 30 años ha contribuido a la sanación y al crecimiento de innumerables personas, parejas, familias y comunidades. Esto incluye un trabajo innovador con poblaciones marginadas centrado en la potencialización de transiciones psicológicas y culturales con el objeto de lograr ajustes positivos hacia una nueva vida más libre y genuina.

## Actividad Artística y Literaria
Se preparó como actor con Rob Reece, un miembro veterano del afamado Actors Studio, cuya enseñanza se concentró en el método Stanislavski combinado con prácticas de trabajo psicoespiritual. Esto lo llevó a fundar la compañía de teatro OneHeart Productions con tres de sus compañeros. Simultáneamente inició su trayectoria como dramaturgo y en 1998 escribió su primer guion de cine con Gustavo Cravioto. Juntos produjeron el largometraje Del Otro Lado, en el que realizó uno de los personajes principales. La película se estrenó en el Festival Internacional de Cine Lésbico Gay, en San Francisco, en 1999 y fue presentada en festivales en otros países, incluyendo el Primer Festival de Cine Lésbico Gay de San Francisco en México.
En 2002 se mudó a Nueva York, donde continuó estudiando actuación con Alba Oms, también veterana del Actors Studio, y dramaturgia con Allen Davis, III, maestro egresado de la Escuela de Drama de la Universidad de Yale. Desde entonces se desempeña profesionalmente en el medio artístico. Ha sido miembro del Gremio de Dramaturgos de E.U. (Dramatists Guild), la Unidad de Dramaturgos del Teatro Rodante Puertorriqueño (Puerto Rican Traveling Theater, fungiendo como codirector) y el grupo Al Doblar la Esquina. Fundó y actualmente codirige el programa de dramaturgia Allen Davis Playwrighting Lab. Es miembro activo de SAG-AFTRA (Sindicato de Actores de Cine - Federación Americana de Artistas de Televisión y Radio) y H.O.L.A. (Organización de Actores Hispanos y Latinoamericanos). Frecuentemente colabora en proyectos con su esposo, el director de teatro alemán Andreas Robertz.
Sus obras de teatro han sido montadas en Nueva York, Berlín, Münster, San Francisco y Ciudad de México. Ha recibido excelentes reseñas por su trabajo como dramaturgo y actor, además de nominaciones y premios por parte de H.O.L.A., Latin Alternative Theater Awards (L.A.T.A.) y Artistas de Teatro Independiente (A.T.I.).
Es maestro de actuación y crecimiento personal y psicoespiritual a través de su Escuela de los Misterios (The School of Mysteries) en Nueva York, Ciudad de México y Berlín.
En 2018 publicó Semillas, su primera novela en español. La novela cuenta la historia de Gabriel, un joven gay que después de vivir un tiempo como inmigrante indocumentado en Estados Unidos vuelve a México y se involucra peligrosamente en un movimiento radical, arriesgando su relación de pareja. La obra ha sido recibida con entusiasmo por los lectores.

## Premios
| Año  | Certamen                                     | Categoría                           | Obra                    | Resultado |
| ---- | -------------------------------------------- | ----------------------------------- | ----------------------- | --------- |
| 2015 | Hispanic Organization of Latin Actors Awards | Reconocimiento Especial: Producción | Charlotte's Song        | Ganador   |
| 2015 | Artistas de Teatro Independiente             | Mejor Actor                         | Charlotte's Song        | Nominado  |
| 2016 | Hispanic Organization of Latin Actors Awards | Mejor Actuación de un Reparto       | Exile is My Home        | Ganador   |
| 2017 | Latin Alternative Theater Award              | Mejor Actor de Reparto              | Exile is My Home        | Ganador   |
| 2017 | Hispanic Organization of Latin Actors Awards | Mejor Unipersonal                   | Father God Mother Death | Ganador   |
| 2018 | Latin Alternative Theater Awards             | Mejor Unipersonal Masculino         | Father God Mother Death | Ganador   |

## Obra

### Novela
- Semillas (2018, publicada por Grupo Cultural Letrablanca, Ciudad de México)

### Guion
- Del Otro Lado (1999, Dos Espíritus, San Francisco)

### Teatro
- Historias de un Nuevo Amor (1995, Mission Cultural Center, San Francisco; 1996 publicada por Standards, University of Colorado)
- Saturn's Last Secret (1995, Theater Rhinoceros, San Francisco)
- One Less Queen (1996, publicada por Aunte Lute Books)
- Del Otro Lado (1996, Centro Cultural Tecolote, Ciudad de México)
- Angel's Journey (2002, Bulldog Theater, San Francisco)
- The Trip (2004, Producers Club, Nueva York)
- Love Mountain (2005, Shetler Studios, Nueva York)
- The Love of Brothers (2009, Theater for the New City, Nueva York)
- Confessions of a Gay Sex Addict (2010, Pumpenhaustheater, Münster, Alemania)
- Luna's Bracelet (2010, Jüdischen Waisenhaus, Berlín, Alemania)
- The Boxer's Son (2010, Theater for the New City, Nueva York)
- Mine of Crystals (2013, IATI Theater Holafestival, Nueva York)
- Amor de Hermanos (2015, Centro Cultural de la Diversidad, Ciudad de México)
- Father God Mother Death (2017, Cherry Lane Theater, Nueva York)

### Filmografía
- Del Otro Lado (1999, Dos Espíritus, San Francisco)
- ¡Capicú! (2003, Isabela-Estrella Producions, Nueva York)
- The Mule (2004, Nickolas Rucka, Nueva York)
- Falling (2005, Clayton Allis, Nueva York)
- Weil Ich Schoner Bin (2013, Frieder Schlaich, Alemania)